# Fauconcourt
Fauconcourt ist eine französische Gemeinde im Département Vosges in der Region Grand Est (bis 2015 Lothringen). Sie gehört zum Arrondissement Épinal und zum Kanton Charmes.

## Geografie
Fauconcourt liegt etwa acht Kilometer nordwestlich von Rambervillers. 

## Bevölkerungsentwicklung
| Jahr      | 1793 | 1896 | 1954 | 1982 | 1990 | 1999 | 2006 | 2014 | 2017 |
| Einwohner | 260  | 239  | 116  | 105  | 125  | 122  | 125  | 122  | 132  |

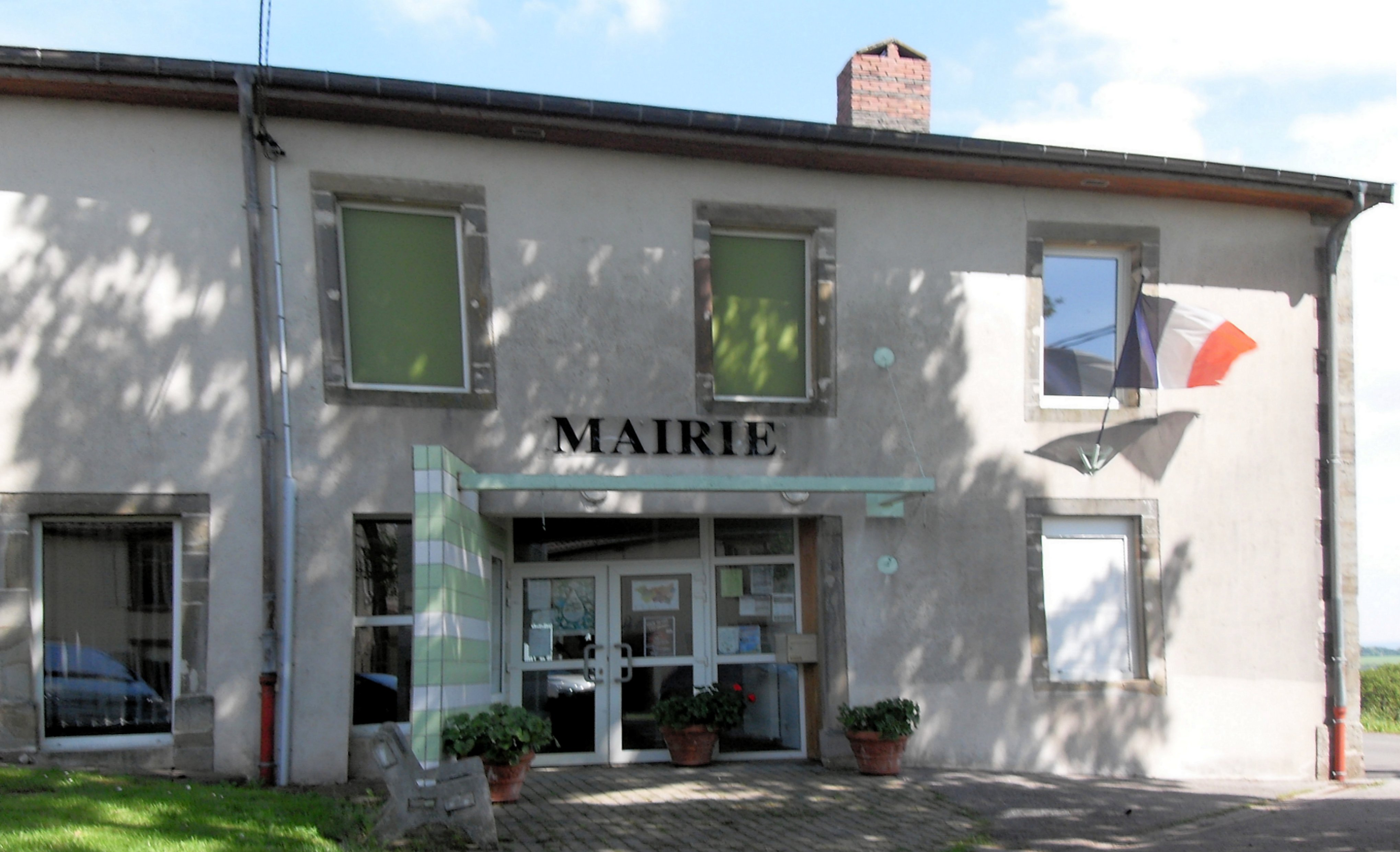
Mairie
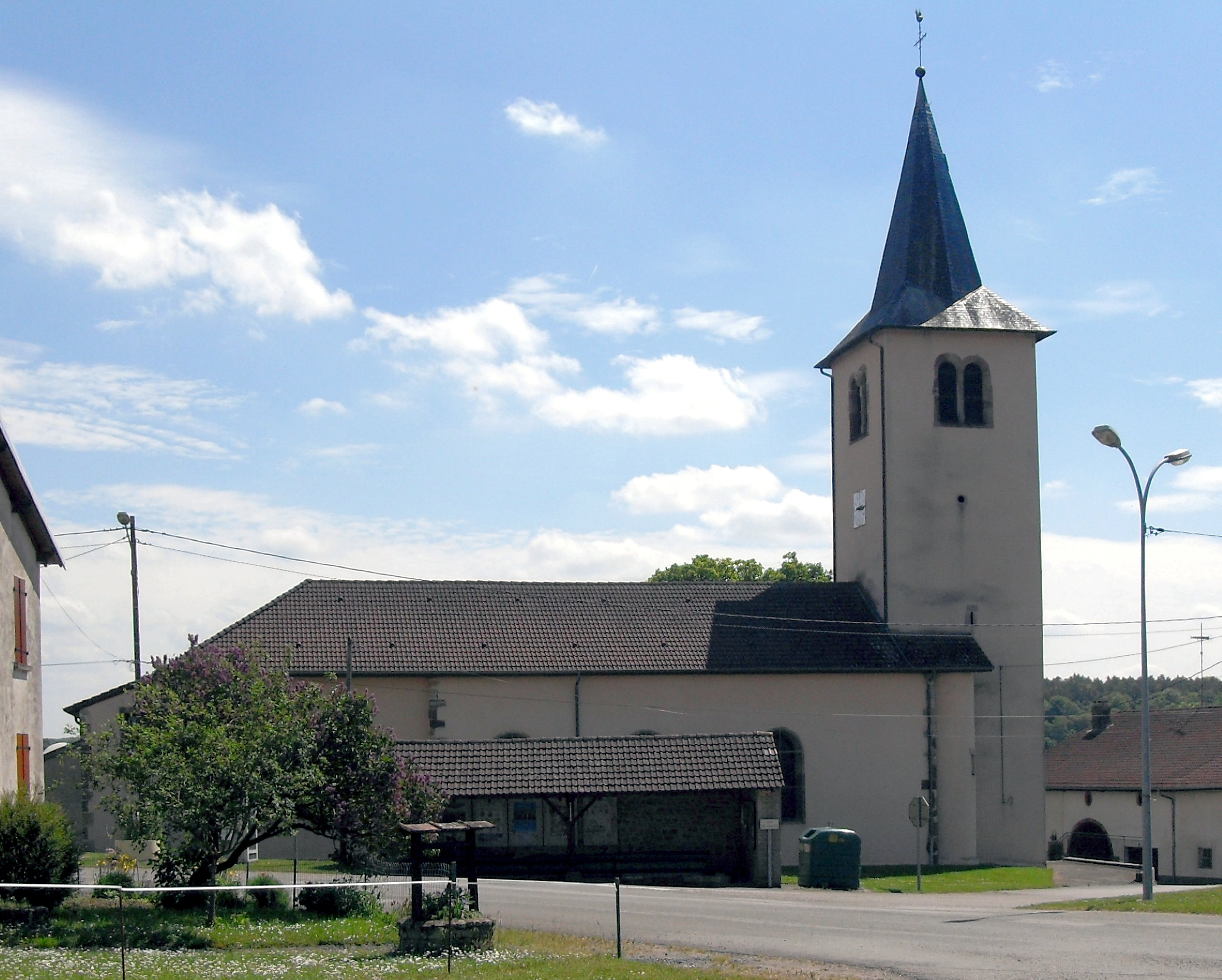
Kirche Saint-Remi